# Paul Newlan
Paul Newlan (29 de junio de 1903 – 23 de noviembre de 1973) fue un actor cinematográfico y televisivo de nacionalidad estadounidense. Actor de carácter, fue conocido por su papel de Capitán Grey en la serie policíaca de la NBC M Squad, y por su trabajo en películas como The Americanization of Emily y The Slender Thread.

## Biografía
Nacido en Plattsburgh, Nueva York, su nombre completo era Paul Emory Newlan. Actuó en docenas de producciones cinematográficas y televisivas entre los años 1935 y 1971. Entre sus películas más destacadas figuran My Favorite Spy, The Captive City, The Great Adventures of Captain Kidd y The Buccaneer. Además, hizo pequeños papeles en numerosos filmes, como fue el caso de Abbott and Costello Meet Captain Kidd, Abbott and Costello Go to Mars, Un fresco en apuros, No somos ángeles, o To Catch a Thief.
El 4 de marzo de 1955, Newlan fue el forajido Jules Beni en un episodio de la serie western protagonizada por Jim Davis, y emitida en redifusión, Stories of the Century. Gregg Palmer trabajaba con el papel de Jack Slade.
Newlan fue el General Prichard en la serie bélica de ABC Twelve O'Clock High. Actuó en otras series televisivas como Gunsmoke, The Deputy, Thriller (4 episodios) o Wagon Train. Destaca su participación en 1964 en The Twilight Zone, en el episodio "The Brain Center at Whipple's". Su última actuación tuvo lugar en 1971 en la serie de Robert Young Marcus Welby M.D..
Paul Newlan falleció a causa de una insuficiencia cardiaca congestiva el 23 de noviembre de 1973 en Studio City, California.